# Верден
Верде́н (фр. Verdun /vɛʁ.dœ̃/, лат. Verodunum — «мощный дун») — город во Франции в регионе Гранд-Эст, расположен преимущественно на левом берегу реки Мёз. Площадь чуть больше 31 км²; население — 23 тысячи человек. С другими городами связан автодорогами и железнодорожным транспортом (поезда прибывают на станцию Верден). Исторический центр был полностью разрушен во время Первой мировой войны.

## История
До прихода римлян на месте Вердена было галльское укрепление. В 843 году Верден явился местом заключения Верденского договора, обозначившего раздел франкской империи Карла Великого и давшего начало Франции, Германии и Италии.
В Средние века Верден принадлежал католической церкви. В XI веке началось возведение Верденского собора (после мировой войны воссоздан из руин). Наряду с Мецем и Тулем Верден составлял три епископии, которые на протяжении веков разделяли судьбы друг друга. На исходе Итальянских войн, в 1552 году, епископии были оккупированы французами. Их принадлежность французской короне была подтверждена Вестфальским миром. В 1670—1678 годы Вобан обратил Верден в неприступную крепость.
Во время войны первой коалиции Верден был осаждён и взят прусскими войсками. В 1870—1873 годах он вновь был под прусской оккупацией. По итогам франко-прусской войны граница была проведена в 50 км к востоку от Вердена. На интенсивное укрепление немцами Меца французы ответили превращением в крепость Вердена. Сначала были построены 10 фортов на ближайших к Вердену высотах. С 1880 по 1914 год по периметру 45 км был построен второй пояс из 43 фортов.
Город являлся ареной грандиозной битвы Первой мировой войны между немецкой и французской армиями в середине 1916 года и был в результате почти полностью разрушен. Это единственный город, награждённый орденом святого Георгия 4-й степени. Одна из улиц носит название «улица казаков». Окрестности Вердена изобилуют военными кладбищами и мемориалами, включая Дуамонский оссуарий, где покоятся останки 130 тысяч павших на поле боя. Сохранились также и настоящие окопы с бетонными несущими.
С тех пор Верден является символом кровопролитного сражения, и часто упоминается в таком значении. Так, в фантастическом фильме «Грань будущего», снятом через 100 лет после начала Первой мировой войны, Верден вновь становится местом битвы — на этот раз между людьми и инопланетянами.

## Награды
- Почётная военная золотая медаль (США) — 1922

## Персоналии
- Венерони, Джованни
- Миттеран, Даниэль
- Николай Верденский
- Нанти, Изабель
- Пьер, Гюстав Рене